# Cheswardine
Cheswardine är en ort och civil parish i Storbritannien.   Den ligger i grevskapet Shropshire i riksdelen England, i den södra delen av landet, 220 km nordväst om huvudstaden London. Cheswardine ligger 143 meter över havet och antalet invånare är 991.
Terrängen runt Cheswardine är huvudsakligen platt. Cheswardine ligger uppe på en höjd. Runt Cheswardine är det ganska tätbefolkat, med 207 invånare per kvadratkilometer. Närmaste större samhälle är Newcastle under Lyme, 19,4 km nordost om Cheswardine. Trakten runt Cheswardine består i huvudsak av gräsmarker.